# K-1 World MAX 2007 World Championship Final
K-1 World MAX 2007 World Championship Final was een lichtgewicht K-1-evenement waaraan in totaal achttien vechters deelnamen. Het evenement vond op woensdag 3 oktober 2007 plaats in de Nippon Budokan arena te Tokio, Japan. De acht finalisten waren afkomstig uit zes landen. Het televisiestation TBS zond het evenement live uit. Er waren 14.231 toeschouwers waarmee de arena was uitverkocht. In Nederland verzorgde SBS6 de gedeeltelijke uitzending met de presentatoren Fred Royers en Leo Oldenburger.
Het was de tweede keer dat de Bossche shootbokser Andy Souwer de finale won, nadat hij in 2005 de prestigieuze titel reeds in de wacht sleepte. Hij droeg de overwinning op aan zijn pasgeboren tweede kind.

## Overzicht wedstrijden

### Openingswedstrijden
| Gori          | vs | Ryoji           |
| Murat Direkci | vs | Satoruvashicoba |

### Superfights
| Hiroya          | vs | Kwon Eolzzang |
| Kazuya Yasuhiro | vs | Su Hwan Lee   |

### Reservewedstrijd
| Takayuki Kohiruimaki | vs | Virgil Kalakoda |

### Kwartfinale
| Masato        | vs | Buakaw Por. Pramuk |
| Mike Zambidis | vs | Artoer Kjisjenko   |
| Albert Kraus  | vs | Yoshihiro Sato     |
| Andy Souwer   | vs | Drago              |

### Halve finale
| Masato       | vs | Artoer Kjisjenko |
| Albert Kraus | vs | Andy Souwer      |

### Finale
| Masato | vs | Andy Souwer |